# إيغور ستانوفيتش
إيغور ستانوفيتش هو لاعب كرة قدم صربي في مركز الوسط، ولد في 24 أكتوبر 1991 في بلغراد في صربيا. لعب مع نادي أو إف كيه بيوغراد ونادي بيليستر.

## وصلات خارجية
- إيغور ستانوفيتش على موقع الاتحاد الأوربي (الإنجليزية)
- إيغور ستانوفيتش على موقع قاعدة بيانات كرة القدم.إي يو (الإنجليزية)
- إيغور ستانوفيتش على موقع Soccerbase.com (لاعب) (الإنجليزية)
- إيغور ستانوفيتش على موقع Soccerway.com (الإنجليزية)